# Estadio Guillermo Soto Rosa
Das Estadio Guillermo Soto Rosa (voller spanischer Name: Estadio Olímpico Guillermo Soto Rosa) ist ein Fußballstadion in der venezolanischen Stadt Mérida, Hauptstadt des gleichnamigen Bundesstaates. Es bietet Platz für 16.500 Zuschauer und dient den Fußballverein Universidad de Los Andes FC als Heimspielstätte.

## Geschichte
Das Estadio Guillermo Soto Rosa in Mérida, mit mehr als zweihundert tausend Einwohnern die größte Stadt und auch Hauptstadt des gleichnamigen Bundesstaates im Westen Venezuelas, wurde 1969 fertiggestellt und am 5. September des Jahres eröffnet. Als zwei Jahre darauf der Fußballclub Estudiantes de Mérida gegründet wurde, wurde das Estadio Guillermo Soto Rosa, das benannt ist nach Guillermo Soto Rosa, einem Fußballspieler aus Mérida, das Heimstadion des Vereins. Von 1971 bis ins Jahr 2005 trug Estudiantes nun seine Heimspiele hier aus. Aus Anlass der Copa América 2007, deren Ausrichtung sich Venezuela gesichert hatte, wurde in Mérida ein größeres Stadion gebaut, das Estadio Metropolitano de Mérida. 2005 zog Estudiantes de Mérida, seinerseits zweifacher venezolanischer Fußballmeister, in das neue, 42.200 Zuschauer fassende Stadion, um. 
Somit spielte nurmehr der andere wichtige Verein aus Mérida, Universidad de Los Andes FC, im Estadio Guillermo Soto Rosa. ULA FC wurde 1977 gegründet und gewann bis heute zweimal die Meisterschaft Venezuelas sowie einmal den nationalen Pokal. Derzeit spielt der Verein in der drittklassigen Segunda División B, nachdem man durch eine Neugründung bedingt einige Jahre in unteren Spielklassen des venezolanischen Fußballs spielte. 